# Neue Intelligenz
Neue Intelligenz (Originaltitel: Emergence) ist die 23. Folge der siebenten Staffel der US-amerikanischen Science-Fiction-Fernsehserie Raumschiff Enterprise – Das nächste Jahrhundert. Sie wurde in den Vereinigten Staaten über Syndication vermarktet und erstmals am 9. Mai 1994 auf verschiedenen Fernsehsendern ausgestrahlt. In Deutschland war sie zum ersten Mal am 22. Juli 1994 in einer synchronisierten Fassung auf Sat.1 zu sehen.

## Handlung
Im Jahr 2370 bei Sternzeit 47869.2 proben Captain Picard und sein zweiter Offizier, der Android Data, auf dem Holodeck der Enterprise eine Aufführung von William Shakespeares Theaterstück Der Sturm, als plötzlich ein Zug auf sie zurast. Data stellt fest, dass sein Theaterstück irgendwie mit einem Orient-Express-Programm vermischt wurde. Während Data eine Diagnose startet, überwacht Picard auf der Brücke die gegenwärtige Mission der Enterprise: die Suche nach Planeten, die sich für die Kolonisierung eignen. Hierbei hat das Schiff kürzlich einen unerwarteten magnaskopischen Sturm überstanden. Bei der weiteren Suche beschleunigt das Schiff auf einmal selbstständig auf Warpgeschwindigkeit. Da die Steuerkontrolle nicht mehr auf Befehle reagiert, befiehlt Picard eine vollständige Abschaltung des Warp-Antriebs, doch bevor dies geschieht, stoppt die Enterprise ebenso überraschend. Chefingenieur La Forge findet heraus, dass sich um das Schiff eine Thetaflussverzerrung gebildet hatte, die zu einem Warpkernbruch geführt hätte, wenn das Schiff an derselben Position geblieben wäre.
Bei der Inspektion der Schiffssysteme stoßen La Forge und Data in einer Jefferies-Röhre auf ein seltsames Gebilde, eine Art Knoten, der die Sensoren der Enterprise mit dem Warp-Antrieb und weiteren Systemen verbindet. Der Knoten erzeugt ein Kraftfeld, das La Forge daran hindert, ihn genauer zu untersuchen oder zu entfernen. La Forge und Data finden heraus, dass es weitere Knoten gibt, und es werden ständig mehr. Data vermutet, dass der kürzlich durchflogene magnaskopische Sturm irgendwie für die Entstehung der Knoten verantwortlich ist. Alle möglichen Schiffssysteme werden durch die Knoten miteinander verbunden, doch dem Holodeck scheint hier eine besondere Bedeutung zuzukommen.
Data, der erste Offizier Will Riker und Sicherheitschef Worf beschließen, sich das Holodeck genauer anzusehen. Dort laufen gerade mehrere Programme gleichzeitig. Als die Drei das Holodeck betreten, finden sie sich im Orient-Express wieder, der mit seltsamen Passagieren gefüllt ist, darunter einem Farmer, einem Ritter und einem Revolverhelden aus dem Wilden Westen. Der Farmer freut sich auf das Ziel seiner Reise: Vertiform City. Data stellt eine größere Anzahl Knoten fest, die direkt mit der Hauptenergiekupplung des Holodecks verbunden sind. Als Data die Kupplung depolarisieren will, bekommt er Ärger mit einem Schaffner, der darauf besteht, die Fahrkarten von Data, Riker und Worf zu sehen. Da sie keine haben, will er sie aus dem Zug werfen. Plötzlich taucht der Lokführer auf und meint, sie würden lediglich versuchen, zu helfen. Hinterrücks wird er allerdings von einem Killer erschossen. Gleichzeitig explodiert im Maschinenraum der Enterprise eine Konsole, an der La Forge gerade arbeitet. Der Schaffner zieht die Notbremse und der Zug wechselt das Gleis, während die Enterprise zeitgleich wieder auf Warpgeschwindigkeit beschleunigt. Der Killer nimmt einen goldenen Ziegelstein aus dem Besitz des toten Lokführers an sich. Er und der Lokführer drängen Riker, Data und Worf dazu, den Zug zu verlassen, und die fügen sich zunächst.
Data stellt fest, dass die Verteilung der Knoten eine gewisse Ähnlichkeit mit seinem eigenen künstlichen Gehirn und dem menschlichen Neocortex aufweist. Offenbar formt sich aus den Systemen der Enterprise eine Art Intelligenz. Das Holodeck stellt wohl ein Verarbeitungszentrum für die Denkprozesse dieser Intelligenz dar. Die Schiffsberaterin und Psychologin Deanna Troi begleitet Data und Worf bei einem erneuten Besuch, um die Intelligenz besser verstehen zu können. Data versucht erneut, die Energiekupplung zu depolarisieren, während Troi und Worf die anderen Passagiere ablenken. Der Farmer setzt mit anderen Leuten ein Puzzle zusammen. Der Killer bewacht seinen Ziegelstein. Er erklärt, er sei äußerst wertvoll und er müsse ihn nach Keystone City bringen, denn dort würde alles beginnen. Da sie wieder keine Fahrkarten haben, müssen Data, Troi und Worf gemeinsam mit dem Killer in Keystone City aussteigen. Troi und Worf folgen ihm. Data versucht unterdessen, an die Energiekupplung des Holodecks zu gelangen. Dieses Vorhaben wird durch ein Taxi erschwert, das versucht, ihn zu überfahren. Der Killer setzt seinen Ziegelstein in eine Mauerlücke ein. Es kommt zu einem kurzen Glühen und der Killer kehrt in den Zug zurück. Zeitgleich registriert La Forge einen Druckabfall in einem der Frachträume der Enterprise. Transportenergie wird dorthin umgeleitet und La Forge will sich die Sache persönlich ansehen. Im Frachtraum findet er ein seltsames Gebilde vor, das dem Motiv des Puzzles aus dem Zug gleicht und von dem ein Glühen ausgeht.
Data gelingt es, das Taxi aufzuhalten und seine Arbeit fortzusetzen. Daraufhin kommt es auf dem Holodeck aber zu einem Erdbeben und zugleich wird auch die Enterprise erschüttert. La Forge rät Data, seine Arbeit sofort zu stoppen, und er sieht mit an, wie das Objekt im Frachtraum wächst. Die Führungsoffiziere kommen zu dem Schluss, dass die Erschaffung dieses Objekts für die neu entstandene Intelligenz offenbar höchste Bedeutung hat. Troi ist überzeugt, dass der Schlüssel zur Rettung der Enterprise darin liegt, die Intelligenz nicht zu bekämpfen, sondern ihre Absichten zu respektieren und ihr Hilfe anzubieten. Sie begibt sich mit Data und Worf erneut aufs Holodeck – dieses Mal mit Fahrkarten. Der Schaffner akzeptiert ihre Anwesenheit im Zug. Er scheint unsicher, ob sie Vertiform City erreichen werden, weshalb Worf behilflich ist, die Lokomotive weiter zu befeuern. Der Farmer erzählt Troi, dass es in Vertiform City ein Restaurant gibt, in dem man so viel essen kann, wie man will. Die Enterprise nähert sich unterdessen dem weißen Zwergstern Tambor Beta VI. Das Schiff sendet einen modifizierten Traktorstrahl aus, um Vertion-Partikel von dem Stern einzusammeln. Picard begreift sofort, dass die Intelligenz es die ganze Zeit herauf abgesehen hatte und „Vertiform City“ eigentlich eine Vertion-Quelle bezeichnet.
Die Partikel werden zu dem Objekt im Frachtraum umgeleitet, doch der Vertion-Vorrat des Sterns ist unerwartet klein und sehr schnell aufgebraucht. Auf dem Holodeck wechselt der Schaffner erneut das Gleis. Das Ziel ist nun New Vertiform City. Die Enterprise setzt Kurs auf den nächstgelegenen weißen Zwergstern. La Forge untersucht die Weiterentwicklung des Objekts im Frachtraum. Offenbar handelt es sich um eine Lebensform, die dringend auf Vertion-Partikel angewiesen ist. La Forge stellt ein ernstes Problem fest: Um den Stern möglichst schnell zu erreichen, wurde sämtliche verfügbare Energie in den Antrieb der Enterprise umgeleitet, darunter auch die Lebenserhaltung. Die Reise wird dennoch zwölf Stunden dauern, aber bereits in zwei Stunden wird der Mannschaft der Sauerstoff ausgehen. Data, Troi und Worf versuchen auf dem Holodeck, die Kontrolle über die Schiffssysteme zurückzuerlangen, werden aber von den Passagieren des Zuges gewaltsam daran gehindert. La Forge hat schließlich eine Idee: Weiße Zwerge sind zwar die einzige natürliche Vertion-Quelle, aber auf der Flugbahn der Enterprise liegt der MacPherson-Nebel, ein Supernova-Überrest, der durch den Beschuss mit einem modifizierten Photonentorpedo ebenfalls Vertionen erzeugen könnte. Troi und Data können die Holodeck-Figuren überzeugen, dass sie einen kürzeren Weg nach New Vertiform City kennen. Die Figuren gestatten die Kursänderung zum Nebel und La Forge kann durch das Abfeuern des Torpedos eine neue Vertion-Quelle erschaffen. Die neue Lebensform verlässt das Schiff und fliegt darauf zu. Das Holodeck-Programm schaltet sich ab, die Knoten verschwinden und die Schiffssysteme funktionieren wieder normal.
Später lädt Data Picard zu einer Theatervorstellung ein. Er will eine Szene aus "Der Sturm" von Shakespeare spielen, Mirandas erste Begegnung mit anderen Menschen. Er meint, das sei passend. Dabei fragt er Picard, warum er das Risiko eingegangen ist, dass sich die neue Lebensform bilden konnte, die vielleicht hätte gefährlich sein können. Picard erwidert, dass sich die neue Lebensform aus den Missions- und den persönlichen Logbüchern, den Holodeckprogrammen der Besatzung und ihren Fantasien gespeist hätte. Er hat darauf vertraut, dass, wenn die Erfahrungen der Besatzung mit der Enterprise ehrenhaft sind, auch die neue Lebensform ähnlich sein wird.

## Verbindungen zu anderen Star-Trek-Produktionen
Data und Picard hatten zuvor schon in Folge 3.10 (Der Überläufer) von Raumschiff Enterprise – Das nächste Jahrhundert aus dem Jahr 1990 ein Theaterstück von Shakespeare geprobt. Dort war es Heinrich V.

## Produktion

### Drehbuch
Die Folge entstand aus einer Idee von Brannon Braga, der vor dem Ende von Raumschiff Enterprise – Das nächste Jahrhundert unbedingt noch eine weitere Holodeck-Folge produzieren wollte. Er hatte dabei ursprünglich im Sinn, dass die Enterprise ein Bewusstsein entwickelt, das sich durch eine wilde Vermischung zahlreicher verschiedener Holodeck-Programme manifestiert.
Naren Shankar nahm einige Überarbeitungen am Drehbuch vor, erhielt dafür aber keine Nennung in den Credits der Folge.

### Regie
Neue Intelligenz ist die letzte Folge von Raumschiff Enterprise – Das nächste Jahrhundert, bei der Cliff Bole Regie führte. Er inszenierte insgesamt 25 Folgen der Serie und damit mehr als jeder andere Regisseur. Bole führte außerdem bei sieben Folgen von Star Trek: Deep Space Nine und zehn von Star Trek: Raumschiff Voyager Regie.

### Darsteller
Thomas Kopache, Darsteller des Lokführers, hatte zuvor bereits Mirok in Folge 5.25 (So nah und doch so fern) von Raumschiff Enterprise – Das nächste Jahrhundert gespielt. Er spielte später noch einen Kommunikationsoffizier im Spielfilm Star Trek: Treffen der Generationen, Kira Taban in zwei Folgen von Star Trek: Deep Space Nine, Viorsa in Folge 2.23 (Das Ultimatum) von Star Trek: Raumschiff Voyager und zwei Gastrollen in je einer Folge von Star Trek: Enterprise.
Arlee Reed, Darsteller des Farmers, hatte zuvor bereits einen arkarianischen Kellner in Folge 6.18 (In der Hand von Terroristen) von Raumschiff Enterprise – Das nächste Jahrhundert gespielt.

### Kulissen und Effekte
Als Kulisse für Keystone City wurde das New-York-Set auf dem Gelände der Paramount Studios genutzt.
Für die Außenansicht des Orient-Express wurden Aufnahmen aus dem Spielfilm Mord im Orient-Expreß von 1974 wiederverwendet, für die Innenansicht eine etwas überarbeitete Kulisse aus dem Spielfilm Bram Stoker’s Dracula von 1992.
Das auf der Enterprise entstehende Wesen ist vollständig computeranimiert. Der Effekt wurde von Amblin Entertainment erstellt.
Für den MacPherson-Nebel griff Dan Curry auf eine bereits vorhandene experimentelle Arbeit zurück.

## Rezeption
Keith DeCandido bewertete Neue Intelligenz 2013 auf tor.com als eine äußerst schlechte Folge von Raumschiff Enterprise – Das nächste Jahrhundert und einen Beweis dafür, dass zu diesem Zeitpunkt bereits die Luft aus der Serie raus war. Er kritisierte das völlige Fehlen einer philosophischen oder moralischen Debatte angesichts der Tatsache, dass die Enterprise eine neue Lebensform erschafft. In früheren Staffeln hätte es eine solche zweifellos gegeben. DeCandido missfiel auch, dass die Hauptdarsteller auf die teils sehr grotesken Szenen auf dem Holodeck mit eher lustlosem Schauspiel reagieren.